# Arvid Brorsson
Arvid Brorsson, né le 8 mai 1999 à Örebro en Suède, est un footballeur suédois qui évolue au poste de défenseur central à l'AC Monza.

## Biographie

### Örebro SK
Après être passé par l'IK Sturehov, Arvid Brorsson rejoint le club de sa ville natale, l'Örebro SK, en 2015. Le 1er décembre 2016, il signe son premier contrat professionnel avec Örebro. Il joue tout d'abord avec les équipes de jeunes, avant de faire ses débuts avec l'équipe première le 17 mai 2017, lors d'une rencontre d'Allsvenskan contre le GIF Sundsvall. Il entre en jeu en fin de partie, et son équipe s'incline (0-2). Lors de sa première saison, il participe à 14 matchs de championnat dont 10 comme titulaire. Malgré les difficultés de son équipe en championnat, celle-ci luttant pour le maintien et réussissant à rester dans l'élite (11e sur 16 lors de la saison 2017), Brorsson est l'une des satisfactions à Örebro.
Pour la saison 2018, il ne part pas dans la peau d'un titulaire, mais effectue tout de même quelques apparitions. Cependant, une blessure au pied l'éloigne des terrains du mois de juillet jusqu'à la fin de l'année, freinant sa progression. Il effectue son retour à la compétition la saison suivante, où il devient petit à petit titulaire au poste de défense centrale.
Brorsson sort blessé le 21 août 2019, lors d'un match remporté par son équipe en coupe de Suède face au Nyköpings BIS (en) (0-1 score final). Victime d'une fracture après un coup reçu, il sort sur civière et est indisponible pour plusieurs mois. Sa saison est dès lors terminée.

### Örgryte IS
Le 1er août 2020, Arvid Brorsson est prêté jusqu'à la fin de la saison à l'Örgryte IS.
Le 22 mars 2021, Brorsson est recruté définitivement par l'Örgryte IS avec lequel il signe un contrat courant jusqu'en décembre 2022.

### Mjällby AIF
Le 27 janvier 2023, Arvid Brorsson s'engage en faveur du Mjällby AIF.
Il marque son premier but pour le club dès la première journée de la saison 2023 d'Allsvenskan, le 3 avril 2023 face au Varbergs BoIS. Il est titularisé lors de cette rencontre où les deux équipes se partagent les points (2-2 score final).

### AC Monza
Le 29 janvier 2025, Arvid Brorsson rejoint l'Italie afin de s'engager en faveur de l'AC Monza pour un contrat courant jusqu'en juin 2027.

### En sélection
Avec les moins de 19 ans, il joue deux matchs rentrant dans le cadre des éliminatoires du championnat d'Europe des moins de 19 ans 2018, contre la Moldavie (victoire 3-0) et la Serbie (défaite 3-2).
Arvid Brorsson reçoit sa première sélection avec l'équipe de Suède espoirs le 7 juin 2019, lors d'une rencontre amicale face à la Norvège. Il est titulaire ce jour-là, et la Suède s'impose par trois buts à un.